# Hey Joe
Hey Joe ist der Titel eines häufig interpretierten US-amerikanischen Folksongs, der in der Version des Gitarristen und Sängers Jimi Hendrix bekannt geworden ist und heute zu den Rockstandards gehört. Wer das Original ursprünglich komponiert hat, ist bis heute umstritten.

## Urheberschaft
Musikhistoriker gehen überwiegend davon aus, dass William Moses „Billy“ Roberts jr. (1936–2017) Komponist des Liedes war. Er war ein kalifornischer Folksänger, der für seine vermutlich 1961 entstandene Komposition Hey Joe möglicherweise auf das von seiner Freundin Niela Miller 1955 verfasste Baby, Please Don’t Go Down Town zurückgegriffen hat. Millers Stück weist eine ähnliche Akkordfolge auf, wurde aber erst 1964 zum US-amerikanischen Copyright angemeldet. Hey Joe (mit Text und Musik von William M. Roberts) indes wurde bereits am 12. Januar 1962 über den Musikverlag Third Story Music (Los Angeles) urheberrechtlich geschützt, sodass Plagiatsvorwürfe juristisch nicht erhoben werden können. Die Musikverlagsrechte werden von Third Story Music (heute: Third Palm Music) wahrgenommen. Der Verlag hat das Urheberrecht für den Komponisten William „Billy“ Roberts mit dem Titel Hey Joe (Where You Wanna Go) bei BMI eintragen lassen.
Früher wurde bei Schallplattenaufnahmen manchmal Dino Valenti (bürgerlicher Name: Chester Arthur Powers) als Komponist angegeben, der Leadsänger von Quicksilver Messenger Service war. Es wird kolportiert, Roberts habe das Urheberrecht an Valenti als Kaution abgetreten, damit dieser aus einer Gefängnishaft entlassen werden konnte; danach hat Third Story Music den Song im Oktober 1965 jedoch fehlerhaft nochmals für Valenti registrieren lassen. Auf anderen frühen Aufnahmen ist auch der Hinweis „P.D“ (Public Domain) zu finden, mit dem nicht mehr urheberrechtlich geschützte Werke bei Veröffentlichungen gekennzeichnet werden.
In der Fachliteratur wird zuweilen als Ursprung Carl Smiths Country-Hit Hey Joe! vom Juli 1953 erwähnt, der acht Wochen den ersten Rang belegte. Es handelt sich jedoch um eine völlig andere Komposition von Boudleaux Bryant, die außer dem Titel nur das Frage-und-Antwort-Schema mit Hey Joe gemeinsam hat.

## Original
Genauso umstritten ist, wem das Original zuzuschreiben ist. Bei Coverversionen ist entscheidend, auf wen die zeitlich frühere Studioaufnahme des Titels zurückgeht. Die erste kommerziell verwertete Studioaufnahme stammt nach mehrheitlicher Auffassung von Musikhistorikern von der Garage-Rock-Band The Leaves, die den Song sogar dreimal aufnahm. Hey Joe wurde erstmals im Oktober 1965 unter dem Produzenten Nick Venet aufgenommen, eine zweite Version vermutlich im Dezember 1965. Im März 1966 wurde die dritte Fassung mit dem Fuzztone-Sound des Gitarristen Bobby Arlin von Norm Ratner verewigt. Die zweite und dritte Version erschien beim kleinen Plattenlabel Mira (#207 im Dezember 1965 bzw. #222 im April 1966), die zweite weist korrekt auf Third Story Music als Musikverlag hin, nennt aber Valenti als Komponisten. Die Musiker der Band The Leaves waren die ersten Interpreten, die den Titel in die US-Pop-Charts brachten, wo das Stück als höchste Notierung Platz 31 erreichte.
Die Surf-Rock-Band Surfaris nahm den Titel als zweite auf. Einige Quellen datieren die Aufnahmesession auf den 18. März 1966. Die Single wurde unter dem Titel Hey Joe Where Are You Going auf Decca #31954 als B-Seite von So Get Out am 9. Mai 1966 veröffentlicht, produziert und arrangiert wurde die Version von Gary Usher.

## Frühe Coverversionen

Tim Rose – Hey Joe

Die kalifornische Musikszene griff den Song sehr häufig auf. Die Byrds nahmen ihn am 17. Mai 1966 auf und veröffentlichten ihre Fassung am 18. Juli 1966 auf dem Album Fifth Dimension. Die Band Love brachte den Titel auf ihrem Album Love im April 1966 heraus. Der Folksänger Tim Rose veröffentlichte seine Interpretation von Hey Joe als B-Seite der im April 1966 erschienenen Single King Lonely the Blue. Rose trat, wie Jimi Hendrix, im New Yorker Café Wha? auf. Die Standells übernahmen den Titel für ihr Album Dirty Water, das im Juli 1966 erschien. Es folgten die Cryan’ Shames (Album Sugar and Spice; 1966), Shadows of Knight (Album Raw ’n Alive at the Cellar, Chicago; Dezember 1966) und Music Machine (Album Turn On; Dezember 1966).

## Inhalt und Musik
Je nach Version wird nicht der gesamte Text der Originalkomposition wiedergegeben. Die Geschichte basiert auf dem typischen Blues-Konzept und handelt von einem eifersüchtigen Mann, der seine untreue Frau erschießt und dann in Mexiko untertauchen will. Der Text des Stücks ist so angelegt, dass der Interpret in einem Frage-und-Antwort-Spiel die Rolle des Ehemannes und die des Kommentators übernimmt.
Dem Stück liegen ausschließlich Dur-Akkorde zugrunde. Die Abfolge lautet: C-G-D-A-E-E-E-E. Es ist eine simple Anwendung des Quintenzirkels, da die Akkorde eine sogenannte Akkordprogression nach der Quintverwandtschaft bilden. Auf diese Weise gelangt man nacheinander ausschließlich zu Dur-Akkorden, die in ihrer harmonischen Funktion unterschiedlichen Tonarten zugeordnet werden können; ungeachtet dessen wird die Akkordfolge von Hörern als harmonisch wahrgenommen.
Aufgrund der spezifischen Akkordprogression besitzen die aufeinanderfolgenden Akkorde jeweils den gleichen Abstand zueinander. Zudem kann der jeweils folgende Akkord als Dominante des vorangegangenen gedeutet werden: So wäre etwa G-Dur die Dominante des vorangegangenen C-Dur-Akkords und zugleich ist G-Dur auch die Tonika des folgenden D-Dur-Akkords, der dann wiederum als Dominante in Bezug auf G-Dur aufgefasst werden kann. Außerdem kann man jeweils drei aufeinander folgende Akkorde funktionsharmonisch als Folge von Subdominante, Tonika und Dominante lesen (z. B. C, G, D). Demnach wechselte dann das Stück von der Tonart G-Dur über D-Dur nach A-Dur und endete auf deren Dominante E-Dur (die dann wieder als Tonika von E-Dur aufgefasst werden kann). Dass Hey Joe jedoch in E-Dur gehalten sei, lässt sich harmonisch nicht begründen; diese Auffassung ist nur erklärbar dadurch, dass die Akkordfolge auf E-Dur endet und dieser Akkord dann viermal so lange gespielt wird wie die jeweils anderen. Die Akkordprogression kann aber ebenso als auf G-Dur basierend aufgefasst werden, weil die Gesangsmelodie – ebenso wie das berühmte Gitarrensolo in der Version Jimi Hendrix’ – überwiegend auf dem Tonvorrat von G-Dur bzw. der G-Dur-Pentatonik (bzw. E-Moll-Pentatonik) beruht.

## Liedtext
Das Stück ist eine Ballade, eine Moritat (Murder Ballad), jedoch ohne Bewertung oder Moral. Der Text beginnt mit einem Teaser, in dem ein Lyrisches Ich dem Protagonisten die Frage stellt, „Hey Joe, where you goin’ with that gun in your hand?“ (übersetzt: „Hey Joe, wohin gehst du mit dieser Pistole in deiner Hand?“) Die Verwendung eines lyrischen Ichs erzeugt eine szenische Atmosphäre. Es geht in der Ballade um einen Mord aus niederen Beweggründen. Joe will am Ende des Lieds nach Mexiko fliehen, um der Justiz zu entgehen.

## Jimi Hendrix’ Version

Jimi Hendrix Experience – Hey Joe

Am 3. August 1966 besuchte Chas Chandler, ehemals Bassist der Animals, im New Yorker Künstlerviertel Greenwich Village ein Konzert des damals noch unbekannten Jimi Hendrix, der mit seiner Gruppe Jimmy James & The Flames auftrat. Der Bandleader und Gitarrist trat seit Juni 1966 dort regelmäßig im Club Cafe Wha? auf. Hier spielte er bereits Hey Joe, wie sich Chandler erinnerte. Er holte Hendrix am 21. September 1966 ohne Arbeitserlaubnis mit einem Fünf-Tage-Visum nach London. Hendrix war in den USA seit 15. Oktober 1965 unter Vertrag als musikalische Begleitung von Curtis Knight. Dieser bestätigte, dass Hendrix den Titel Hey Joe nicht von Tim Rose, sondern von der Band The Leaves kannte. Am 12. Oktober 1966 wurde die Jimi Hendrix Experience mit Mitch Mitchell (Schlagzeug) und Noel Redding (Bass) zusammengestellt und gastierte bereits drei Tage später in Londoner Clubs.
Auch Hendrix übernimmt in seinem Gesang die beiden Erzählerrollen des Texts, zum einen Joe mit der Waffe und zum anderen den Kommentator. Hey Joe befand sich mindestens seit dem 18. Oktober 1966 im Repertoire der Band, als sie es im Pariser Olympia live gespielt hatte. Die Jimi Hendrix Experience probte mit Chandler nacheinander in drei Londoner Tonstudios, weil man mit dem Ergebnis nicht zufrieden war. Nach der zweiten Aufnahmesession in den Olympic Studios wechselte die Band in die De Lane Lea Studios. Die dortigen Einspielungen am 23. Oktober 1966 wurden schließlich für die Single-Version verwendet. Es handelte sich um eine gegenüber den früheren Aufnahmen verlangsamte Version, um derart die unterschwellige Gewalt künstlerisch zu vermitteln.
Doch Track Records war ebenso wenig an den Aufnahmen interessiert wie Dick Rowe von Decca, der sich von Hendrix grundsätzlich nicht beeindruckt zeigte (er hatte bereits die Beatles abgelehnt). Erst Polydor bot einen Plattenvertrag an. Am 16. Dezember 1966 wurde Hey Joe / Stone Free (B-Seite aufgenommen am 2. November 1966) auf Polydor #56139 veröffentlicht. Am 5. Januar 1967 gelangte die Single in die britischen Charts, wo sie als höchste Platzierung Rang sechs erreichte. Hey Joe verkaufte sich zwar mehr als 200.000-mal, gehörte aber nicht zu den großen Hits des Jahres 1967.
Hey Joe war die erste Single von Hendrix und wurde zu dessen Erkennungsmelodie. Er präsentierte sie auch am 18. August 1969 als Zugabe und letztes Stück des Woodstock-Festivals.

### Chartplatzierungen
| ChartsChartplatzierungen     | Höchstplatzierung | Wochen/ Monate |
| ---------------------------- | ----------------- | -------------- |
| Deutschland (GfK)            | 21 (2 Mt.)        | 2 Mt.          |
| Vereinigtes Königreich (OCC) | 6 (11 Wo.)        | 11 Wo.         |

### Auszeichnungen für Musikverkäufe
| Land/Region                  | Auszeichnungen für Musikverkäufe (Land/Region, Auszeichnung, Verkäufe) | Verkäufe |
| ---------------------------- | ---------------------------------------------------------------------- | -------- |
| Italien (FIMI)               | Gold                                                                   | 50.000   |
| Neuseeland (RMNZ)            | Platin                                                                 | 30.000   |
| Vereinigtes Königreich (BPI) | Gold                                                                   | 400.000  |
| Insgesamt                    | 2× Gold · 1× Platin ·                                                  | 480.000  |

## Weitere Versionen
Die (auf der Studioaufnahme im Overdub-Verfahren aufgenommene) Hendrix-Version war die bislang erfolgreichste Fassung und löste eine Welle weiterer Versionen aus. So griff Cher (November 1967) den Song ebenso auf wie The Mothers of Invention (Parodie Flower Punk; März 1968), Deep Purple (September 1968), King Curtis (1968), The Marmalade (1969), Wilson Pickett (März 1969) und, ungewöhnlich hart, Wonderlick (1973).
1977 hat Torfrock eine deutsche Version auf dem Album Dat matscht so schön veröffentlicht. 1980 wurde der Song von der ungarischen Bluesband Hobo Blues Band für ihr Album Középeurópai Hobo Blues mit ungarischem Gesang gecovert. 1988 spielten Dead Moon den Song auf ihrem Debütalbum ein. Im Jahr 1991 veröffentlichte Type O Negative eine leicht abgewandelte Version des Songs auf dem Album Slow, Deep and Hard. 1992 erschien eine Coverversion des US-amerikanischen Rock- und Bluesmusikers Willy DeVille für sein Album Backstreets of Desire. 1994 veröffentlichte die amerikanische Rap-Metal-Band Body Count eine Coverversion des Liedes auf ihrem zweiten Studioalbum Born Dead sowie als Single. 1997 (für sein Album Haunted) nahm Tim Rose Hey Joe erneut auf unter dem Titel Blue Steel 44, der dem Songtext entlehnt ist („I’m gonna buy me a new blue steel 44“).
Helge Schneider nahm 1999 eine Version für sein Coveralbum "Eiersalat in Rock" auf. Die Austro-Metal-Band Drahdiwaberl veröffentlichte auf ihrem Album Sitzpinkler (April 2004) eine Version im österreichischen Dialekt mit dem Titel Heast Franz auf, welche von einem Amokläufer handelt („Ich hab’ eine lange Liste, da steh’n alle Arschlöcher drauf“). Das 2015 von Otis Taylor veröffentlichte Album Hey Joe Opus: Read Meat enthält zwei längere Versionen dieses Songs.
Coverinfo listet 123 andere Cover-Versionen von Hey Joe, Jan Marius Franzen inventarisiert sogar mehr als 1800 Interpreten.

## World Guitar Record
Seit 2003 wird in Breslau alljährlich im Mai das „Thanks-Jimi-Festival“ durchgeführt. Dabei wird Hey Joe in der Breslauer Innenstadt von möglichst vielen Leuten gemeinsam gespielt, mit dem Ziel, erneut den „Guinness Guitar Record“ zu übertreffen. Am 1. Mai 2020 fand der Event virtuell statt: am „Online Guitar World Record“ waren 7998 Gitarristen beteiligt. Am 1. Mai 2025 wurde der Rekord erneut gebrochen, als 8122 Gitarristen den Titel vor Ort spielten.